# اوکتیابرسکی (استان آرخانگلسک)
اوکتیابرسکی (به لاتین: Oktyabrsky) یک منطقهٔ مسکونی در استان آرخانگلسک در کشور روسیه است.